# Полехин, Антон Петрович
Антон Петрович Полехин (15 августа 1903, д. Крашнево, Смоленская губерния — 5 февраля 1993, Москва) — советский, российский педагог. Преподаватель истории и обществоведения. Народный учитель СССР (1983).

## Биография
Антон Полехин (по другим источникам — Палехин) родился 15 августа 1903 года в деревне Крашнево (ныне в Глинковском районе Смоленской области) в многодетной крестьянской семье.
Трудовую деятельность начал в 1915 году.
В ноябре 1917 года работал секретарем волостного совета в селе Ивонине Смоленской губернии.
Осенью 1918 года не полных 16 лет участвовал в боях с белополяками. Был контужен.
Окончил школу второй ступени, а затем — педагогические курсы в Ельне, получив специальность «учитель начальных классов». С 1921 года на педагогической работе. В 1921-1923 годах учительствовал в Новобудской сельской начальной школе. В 1923-1924 годах - учитель Песочинской школы 1-й ступени. Затем был направлен учителем обществоведения в семилетнюю школу крестьянской молодёжи в Ивонино.
В ноябре 1925 года Антон Полехин был призван в армию, но уже в марте 1926 года был уволен по состоянию здоровья и признан негодным к воинской службе. В том же году окончил курсы обществоведов в Москве. После вступления в 1927 году в КПСС он был назначен заведующим Коробецкой школой девятилеткой. После начала коллективизации стал активным пропагандистом и организатором колхозного движения. Был избран председателем сельскохозяйственной артели в Ромоданове. В 1930 году был направлен райкомом партии на организацию коллективизации в село Болтутино, где также заведовал местной школой.
В 1931 году Антон Полехин отправился в Москву на лечение. В связи с необходимостью длительного лечения под постоянным медицинским контролем, остался жить в Москве. Преподавал обществоведение и историю в школе № 201. Директор (1937—1939) 4-й артиллерийской спецшколы (Москва), инспектор Мосгороно по военным спецшколам, инспектор Наркомпроса РСФСР, заместитель заведующего Мосгороно, заведующий Пролетарским районо города Москвы.
Осенью 1941 года — начальник участка на строительстве оборонительных сооружений Москвы в районе Тучково-Снегири.
В 1936 году окончил Московский историко-философский институт (заочно).
В 1940-х годах был начальником 1-й спецшколы ВВС (ныне её здание занимает школа № 1249). С 1958 года работал директором средней школы № 115 Москвы (с 1961 — средняя школа № 20). Одновременно работал в качестве учителя истории в школе. По его инициативе в школе были открыты разные кружки: ритмики, химический, музыкальный, работала спортивная секция. Был создан «живой уголок», разбит сад, работала пасека.
Организовывал по безвалютному обмену летние поездки групп учащихся в социалистические страны.
Ушёл на пенсию в 1987 году.
Умер 5 февраля 1993 года. Урна с прахом была захоронена в колумбарии Донского кладбища в Москве.

## Награды и звания
- Заслуженный учитель школы РСФСР (1966)[4]
- Народный учитель СССР (1983)[4]
- Медаль «За оборону Москвы» (1944)[5]

## Память
- В 2007 году, в школьном саду на аллее славы установлен бюст первому директору школы А. П. Полехину, основателю школы[8][9].
- В 2009 году вышла в свет книга о А. П. Полехине[8].